# Sisyropa rufiventris
Sisyropa rufiventris là một loài ruồi trong họ Tachinidae.